# Antoine Heitzmann
 (août 2015).
Si vous disposez d'ouvrages ou d'articles de référence ou si vous connaissez des sites web de qualité traitant du thème abordé ici, merci de compléter l'article en donnant les références utiles à sa vérifiabilité et en les liant à la section « Notes et références ».
Antoine Joseph Heitzmann, né le 15 août 1910 à Strasbourg et mort dans cette ville le 4 avril 1995, est un artiste peintre et maître-verrier français du XXe siècle.

## Biographie
Élève des arts décoratifs de Strasbourg. Antoine Heitzmann a été chargé de cours de 1947 à 1957 à l’école supérieure des arts décoratifs de Strasbourg où il a enseigné le dessin.
Il a réalisé de nombreux vitraux dans des églises alsaciennes : Église Saint-Ignace de Strasbourg, Église de la Visitation de Gœtzenbruck, ainsi qu'à Rohrwiller, Schirrhein, Kaltenhouse, Niederschaeffolsheim, Drulingen,  etc.  Il a également co-réalisé les vitraux de l'église Don Bosco de Mulhouse ont été conçus en collaboration avec Jean Barillet
En 1974, il réalise une fresque pour décorer la Porte de Strasbourg à Mutzig.
Une rue porte son nom dans le quartier du Neuhof, à Strasbourg, où il est né.